# Leucorrhinia borealis
Leucorrhinia borealis är en trollsländeart som först beskrevs av Hagen 1890.  Leucorrhinia borealis ingår i släktet kärrtrollsländor, och familjen segeltrollsländor. Inga underarter finns listade i Catalogue of Life.